# 42-я лёгкая пехотная дивизия (вермахт)
42-я лёгкая пехотная дивизия (нем. 42. Jäger-Division) — тактическое соединение сухопутных войск вооружённых сил нацистской Германии. Принимала участие во Второй мировой войне. Бывшая 187-я резервная дивизия.

## История
Как 187-я резервная дивизия сформирована в 1939 году, до августа 1942 года несла службу в Австрии. Получив звание резервной, отслужила ещё месяц в Австрии и затем была передислоцирована в Хорватию. В январе 1944 года по личному приказу Гитлера получила статус егерской. Провела несколько операций против партизан в Славонии и на северо-западе Хорватии, затем передислоцировалась в Венгрию. С мая 1944 состояла в 69-м резервном корпусе, с июля 1944 — на итальянском фронте в группе армий «C». Капитулировала 29 апреля 1945 перед войсками союзников.

## Состав
- 25-й лёгкий пехотный полк
- 40-й лёгкий пехотный полк
- 142-й артиллерийский полк
- 142-й разведбатальон
- 142-я противотанковая рота
- 142-я горная зенитная артбатарея
- 142-й сапёрный батальон
- 142-й батальон связи
- 142-й запасной батальон[2]

## Командование
- Генерал пехоты Вальтер Гресснер (15 октября 1939 — 6 февраля 1940)
- Генерал-лейтенант Конрад Стефанус (7 февраля 1940 — 15 августа 1942)
- Генерал-лейтенант Йозеф Браунер фон Хайдринген (15 августа 1942 — 26 апреля 1944)
- Генерал-лейтенант Вальтер Йост (26 апреля 1944 — 24 апреля 1945)

## Награждённые Рыцарским крестом Железного креста
- Карл Кайнц, 31.01.1945 — капитан резерва, командир 11-й роты 25-го легкопехотного полка